# 関本製麺製粉工場
株式会社関本製麺製粉工場（せきもとせいめんせいふんこうじょう）は、新潟県新潟市中央区に本社を置く茹麺・生麺製造販売業者である。

## 主な製品
- 生麺
- 具材
- つゆ類

## 沿革
- 1921年 麺類の製造を開始
- 1962年 株式会社関本製麺製粉工場を設立
- 1983年 新潟市山二ツ５丁目（2007年より新潟市中央区の町丁）にて茹麺・生麺本社工場を新設移転

## 工場
- 山二ツ工場（新潟市）